# Кей Вітмор
Кей Вітмор (англ. Kay Whitmore, нар. 10 квітня 1967, Садбері) — колишній канадський хокеїст, що грав на позиції воротаря.

## Ігрова кар'єра
Професійну хокейну кар'єру розпочав 1989 року.
1985 року був обраний на драфті НХЛ під 26-м загальним номером командою «Гартфорд Вейлерс». 
Протягом професійної клубної ігрової кар'єри, що тривала 14 років, захищав кольори команд «Гартфорд Вейлерс», «Ванкувер Канакс», «Бостон Брюїнс» та «Калгарі Флеймс».

## Інше
У сезоні 2002—2004 працював тренером воротарів у клубі «Пітерборо Пітс» (ОХЛ). 
З 2005 по 2006 працював аналітиком хокейних матчів на каналі NHL Network. Останнім часом працював, як експерт-оглядач воротарів для каналу НХЛ. 